# Virus 20
Virus 20 är en två till tremans segelbåt med storsegel, fock och gennaker.
Virus 20 lämpar sig väl till både kappsegling, matchrace, seglarskolor och dagsturer.
Framför allt fyller den behovet av en modern och rolig båt mellan jolle och stor kölbåt.
Då båten även kan köpas som halvfabrikat finns möjligheten både för privatpersoner och föreningar att hålla nere kostnaderna ytterligare. Den rationella byggmetoden gör det enkelt att bygga båten på egen hand.
Hela båten är anpassad för enkel segling, det gäller allt ifrån den stora sittbrunnen till däckslayout och segelhantering.
Den moderna skrovformen och segelplanet med bland annat gennaker på peke ger trots enkelheten både spännande och fartfyllda seglingsegenskaper. 
När båten konstruerades 2001 lades stor vikt vid några viktiga kriterier som:
- modern
- billig
- rationell att tillverka
- entyp
- trailerbar

## Kappsegling
Virus 20 är en entypsbåt, här sätts bland annat taktik, vägval och rätt utnyttjande av vindförhållanden i absolut fokus.
Med maxvikt på besättningen (200 kg) kan alla kappsegla på lika villkor, gamla som unga, tjejer som killar.
Att segla mot andra kölbåtar går också bra, då seglar man på LYS 1.12.

## Crusing
Vid cruising/campingsegling förvarar man sin packning i det stora vattentäta utrymmet fram i båten.
Det kommer man åt via en stor rufflucka från sittbrunnen.
Med köl och roder som går att plocka bort är det lätt att traila båten bakom vanlig personbil.
Sjösättning och upptagning görs lätt för hand av två personer.

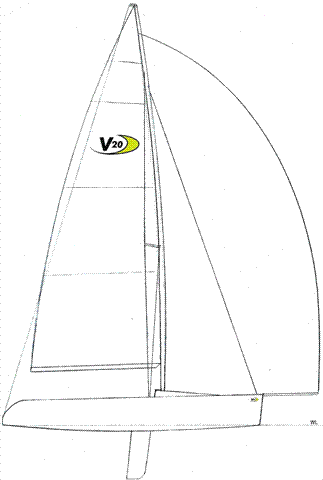